# Natalio Perinetti
Natalio Perinetti (ur. 28 grudnia 1900 w Remedios de Escalada, zm. 24 maja 1985 tamże) – piłkarz argentyński o przydomku Pantalon, prawoskrzydłowy. Wzrost 172 cm, waga 65 kg. Młodszy brat innego reprezentanta Argentyny Juana Perinettiego.
Jako piłkarz klubu Racing Club de Avellaneda był w kadrze reprezentacji Argentyny podczas Copa América 1929. Argentyna zdobyła mistrzostwo Ameryki Południowej, jednak Perinetti nie zagrał w żadnym meczu.
Wciąż jako gracz Racingu wystąpił w finałach mistrzostw świata w 1930 roku. Argentyna zdobyła tytuł wicemistrza świata, a Perinetti zagrał tylko w jednym meczu – z Francją. W następnych spotkaniach zastąpił go Carlos Peucelle.
Całą swoją karierę klubową Perinetti związał z Racingiem, w którym grał w latach 1917–1933. Już jako 17-latek w 1917 zdobył swój pierwszy tytuł mistrza Argentyny. Łącznie grając w Racingu czterokrotnie zdobywał mistrzowski tytuł - w 1917, 1919, 1921 i 1925.